# Karabin maszynowy Gast
Karabin maszynowy Gast (Gast-Maschinengewehr Modell 1917) – dwulufowy niemiecki karabin maszynowy z okresu I wojny światowej, planowany jako broń lotnicza; stał się podstawą konstrukcji kilku radzieckich działek lotniczych.
Karabin maszynowy Parabellum był bardzo udaną bronią obserwatorów lotniczych, ale wobec rosnącej przewagi alianckiej, armia niemiecka poszukiwała sposobów uzyskania przewagi technologicznej. W 1917 roku bremeńska firma Vorwerk und Companie zaproponowała karabin maszynowy o, jak na owe czasy, niezwykle wysokiej szybkostrzelności 1600 strzałów na minutę (po ulepszeniach zwiększonej do 1800). Jego konstruktorem był Karl Gast, który opatentował podstawowe elementy broni w 1916 i 1917 roku. Broń ważyła bez amunicji 27 kg, była prosta w obsłudze i konserwacji. Zasilana była z dwóch talerzowych magazynków po 180 naboi standardowej niemieckiej amunicji karabinowej 7,92 mm, umieszczonych po obydwu stronach broni, po których bardzo łatwo ją rozpoznać. Magazynki były łatwe w wymianie, zajmowało to kilka sekund.
Karabin maszynowy Gast działał w oparciu o zasadę krótkiego odrzutu lufy. Istotą systemu Gasta było zdwojenie luf i połączenie ich zamków wahliwym ramieniem, tak że odrzut zamka jednej lufy przeładowywał drugą. Broń strzelała z zamka zamkniętego. Po założeniu magazynków, strzelec odciągał rączkę zamkową, co powodowało odciągnięcie zamka, który w drodze powrotnej pobierał nabój, wprowadzał go do komory nabojowej, w końcowej fazie ruchu napinając sprężynę iglicy i zwalniając rączkę zamkową, która nie poruszała się podczas strzelania. Broń miała jeden spust, połączony dźwignią z zamkami obydwu luf. Po zwolnieniu iglicy, następował strzał, zamek wraz z lufą rozpoczynały ruch do tyłu. Zamek, uderzając o występ, ulegał odryglowaniu, a jego ruch ulegał dodatkowemu przyspieszeniu, popychany przez specjalną krzywkę. Ruch zamka do tyłu, za pośrednictwem dźwigni łączącej, popychał gwałtownie do przodu zamek drugiej lufy, który zabierał nabój i wprowadzał go do lufy. Wyrzutnik zamka pierwszej lufy zbierał łuskę i wyrzucał ją z dołu broni, a zamek drugiej ulegał zaryglowaniu, a jego iglica była napięta i gotowa do strzału. O ile spust był wciąż ściągnięty, następował strzał z drugiej lufy, kontynuując cykl działania broni.
Niemieccy wojskowi byli pod wielkim wrażeniem broni Gasta – po prezentacji w sierpniu 1917 roku Vorverk natychmiast otrzymało kontrakt na 3 tysiące sztuk broni. Pierwsze zostały dostarczone przed końcem roku i prawdopodobnie były testowane w warunkach bojowych na samolotach i dla obrony przeciwlotniczej. Nie weszły jednak do szerszego użycia i wojska Ententy nie zdawały sobie sprawy z ich istnienia aż do 1921 roku, kiedy odkryto tajny skład zawierający 25 karabinów. Jeden z nich był testowany przez Amerykanów, którzy uznali go za broń bardzo dobrą, ale nie przewyższającą posiadanych na wyposażeniu karabinów na tyle, by warto było budować nowe linie produkcyjne i wprowadzać nowy model na uzbrojenie.
Wersja na silniejszy nabój 13 × 92 mm (zwana Gast-Flieger), zasilana z łukowych magazynków umieszczonych nad bronią, pozostała na etapie prototypu. Mimo doskonałych osiągów broni, jej zasada pozostawała zapomniana aż do lat 50. XX wieku, kiedy posłużyła do konstrukcji radzieckich działek GSz-23, a później GSz-30-2.

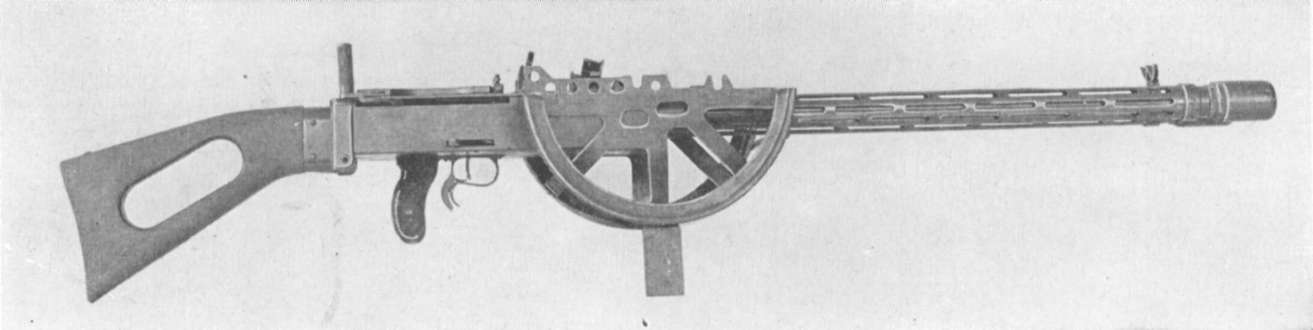
Km Gasta bez magazynków
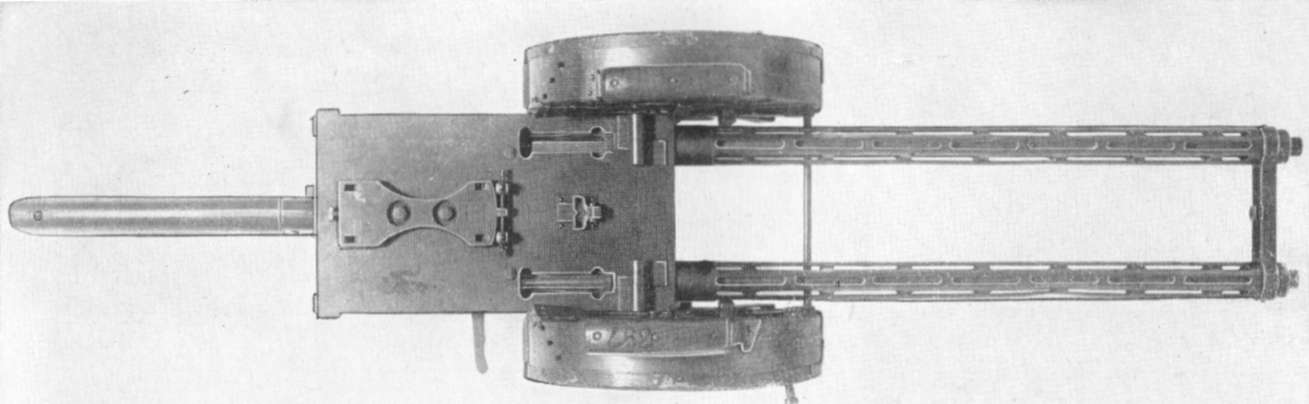
Karabin z magazynkami, widok od góry
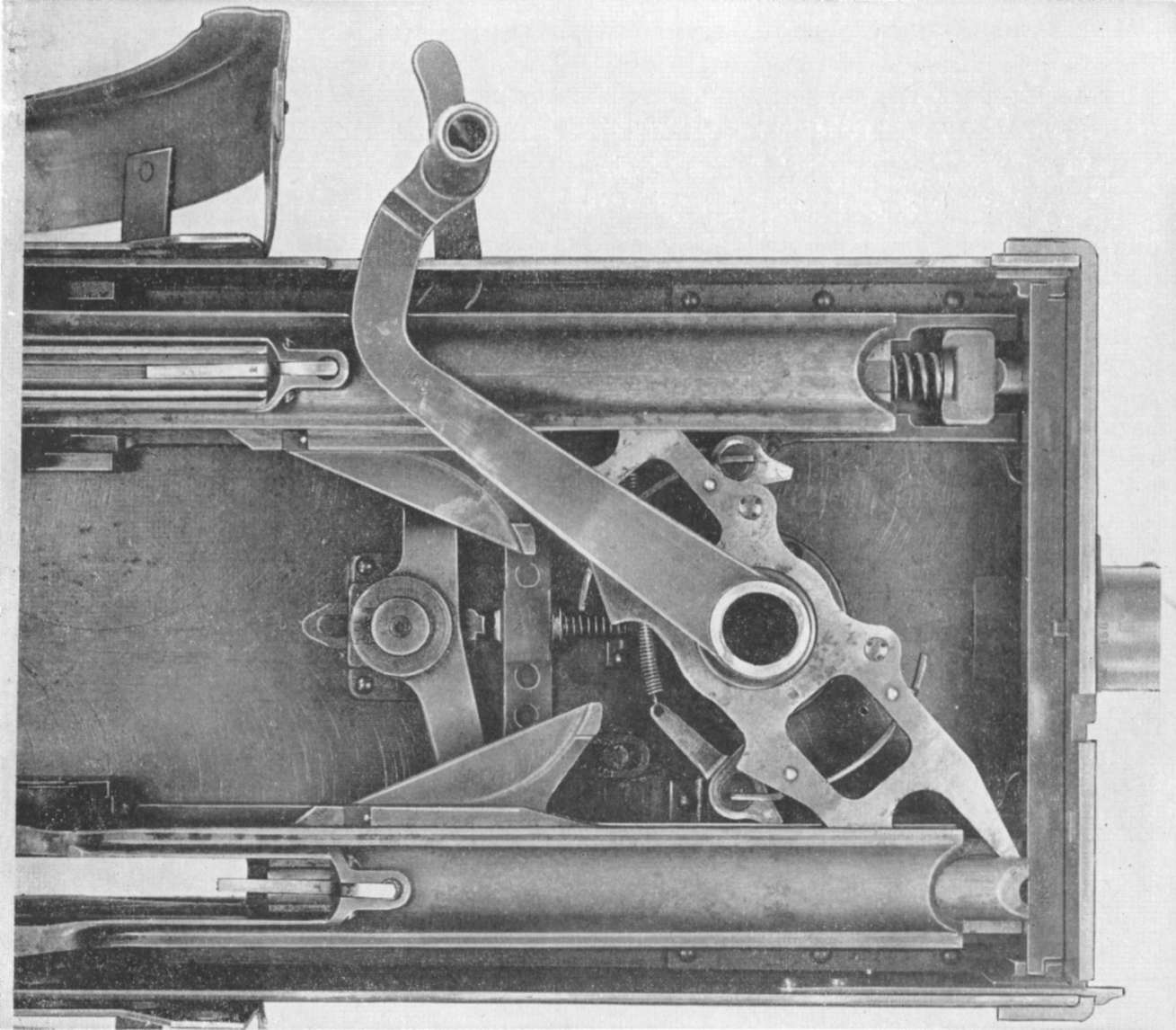
Mechanizm karabinu. Widoczny łącznik między zamkami obu luf, przeładowujący jedną lufę siłą odrzutu drugiej